# Cobaltarthurita
La cobaltarthurita és un mineral de la classe dels fosfats, que pertany al grup de l'arthurita. Rep el nom per ser l'anàleg de cobalt de l'arthurita.

## Característiques
La cobaltarthurita és un arsenat de fórmula química CoFe³⁺₂(AsO₄)₂(OH)₂(H₂O)₄. Va ser aprovada com a espècie vàlida per l'Associació Mineralògica Internacional l'any 2001. Cristal·litza en el sistema monoclínic. La seva duresa a l'escala de Mohs es troba entre 3,5 i 4.
Segons la classificació de Nickel-Strunz, la cobaltarthurita pertany a «08.DC: Fosfats, etc, només amb cations de mida mitjana, (OH, etc.):RO₄ = 1:1 i < 2:1» juntament amb els següents minerals: nissonita, eucroïta, legrandita, strashimirita, arthurita, earlshannonita, ojuelaïta, whitmoreïta, bendadaïta, kunatita, kleemanita, bermanita, coralloïta, kovdorskita, ferristrunzita, ferrostrunzita, metavauxita, metavivianita, strunzita, beraunita, gordonita, laueïta, mangangordonita, paravauxita, pseudolaueïta, sigloïta, stewartita, ushkovita, ferrolaueïta, kastningita, maghrebita, nordgauïta, tinticita, vauxita, vantasselita, cacoxenita, gormanita, souzalita, kingita, wavel·lita, allanpringita, kribergita, mapimita, ogdensburgita, nevadaïta i cloncurryita.

## Formació i jaciments
Va ser descoberta a la mina La Reconquistada, situada a Pastrana, a la localitat de Massarró (Múrcia, Espanya). També ha estat descrita a Itàlia, Finlàndia i el Marroc.